# Пиретрины
Пиретрины — группа природных инсектицидов, содержащихся в цветках многолетних трав семейства Астровые (Сложноцветные) из родов Pyrethrum, Chrysanthemum и Tanacetum, самое большое содержание — в цветках Пиретрума цинерариелистного (Pyrethrum cinerariifolium) [syn. Tanacetum cinerariifolium, Chrysanthemum cinerariifolium], (более известного под названием «далматская ромашка»), культивировавшегося, главным образом, в Кении, Руанде, Танзании и Эквадоре.

## Строение
Химическое изучение инсектицидной активности пиретрума было начато в 1908 году и вскоре было доказано наличие циклопропанового кольца в молекулах пиретрума, отвечающих за инсектицидное действие, и установлена структура пиретрина I и пиретрина II.
Пиретрины представляют собой оптически активные высококипящие жидкости, растворимые в большинстве органических растворителей, практически не растворимые в воде; легко окисляются на воздухе, особенно на свету; гидролизуются щелочами.
По химической природе пиретрины — сложные эфиры общей формулы (1):
| Общая формула | Пиретрин   | R       | R'      |
| ------------- | ---------- | ------- | ------- |
|               | Пиретрин I | -СН3    | -СН=СН2 |
| Цинерин I     | -СН3       | -СН3    |         |
| Жасмолин I    | -С2Н5      | -СН3    |         |
| Пиретрин II   | -СООСН3    | -СН=СН2 |         |
| Цинерин II    | -СООСН3    | -СН3    |         |
| Жасмолин II   | -СООСН3    | -С2Н5   |         |

В состав природной смеси входят эфиры (+)-транс-хризантемовой кислоты и циклических кетоспиртов (пиретролона, цинеролона, жасмолона) — пиретрин I, жасмолин I, цинерин I, и эфиры (+)-транс-пиретриновой кислоты и тех же кетоспиртов — пиретрин II, цинерин II, жасмолин II. Пиретрины I и II составляют около 70 %, цинерины I и II — 19-24 %, жасмолины I и II — 7-9 %. Однако соотношение этих веществ может меняться в зависимости от сорта ромашки, условий её выращивания и сбора.
Все пиретрины, образующиеся в растениях, имеют (1R, 3R, 4’S)-конфигурацию; расположение групп R и R' — соответственно E и Z.

## Механизм действия
Пиретрины — инсектициды контактного действия. Наиболее сильный — пиретрин I, который очень быстро всасывается в организм насекомого и поражает нервную систему, нарушая процесс передачи нервных импульсов по аксонам. Его действие дополняет пиретрин II, вызывающий почти мгновенный паралич насекомых (нокдаун-эффект).

## Применение
Высушенные цветки некоторых видов ромашки использовались в качестве инсектицида ещё воинами Александра Македонского, затем в древнем Китае и в средние века в Персии. В Европе высушенные и измельченные соцветия пиретрума, убивающие тараканов, клопов, мух и комаров, стали известны более 200 лет назад благодаря торговцам из Армении, которые продавали их как персидский порошок (англ. Persian dust). Далматская ромашка была введена в культуру в Японии, Бразилии и США. С 1890 года в Японии началось производство москитных палочек, а впоследствии спиралей, которые долго горели и отпугивали мошек. К 1938 году в мире производили около 18 тысяч тонн сухих цветков в год, из них около 70 % в Японии. В 1930-х годах на основе извлечения пиретринов органическими растворителями из цветков ромашки было начато производство препаратов пиретрума.
Ранее пиретрины широко применялись для борьбы с насекомыми, однако в настоящее время они практически полностью вытеснены синтетическими пиретроидами, значительно более активными и более фотостабильными, чем природные пиретрины: так, например, синтетический дельтаметрин активнее пиретрина I в 900 раз.
Тем не менее, пиретрины находят применение в качестве экологически безопасных средств для борьбы с эктопаразитами (педикулёз, чесоточный клещ, фтириаз и т. п.), а также в производстве противомоскитных тлеющих спиралей.